# Gare de Nîmes
Ne doit pas être confondu avec Gare de Nîmes-Pont-du-Gard.
La gare de Nîmes, parfois appelée Nîmes-Centre, est une gare ferroviaire française de la ligne de Tarascon à Sète-Ville, située sur le territoire de la commune de Nîmes, préfecture du département du Gard, en région Occitanie.
La première gare, qui a été établie en 1839 à l'est de la ville par la Compagnie des mines de la Grand'Combe et des chemins de fer du Gard, a été remplacée par l'actuelle gare construite postérieurement. Cette dernière est désormais une gare du réseau de la Société nationale des chemins de fer français (SNCF), desservie par le TGV, des trains Intercités et TER Occitanie.

## Situation ferroviaire

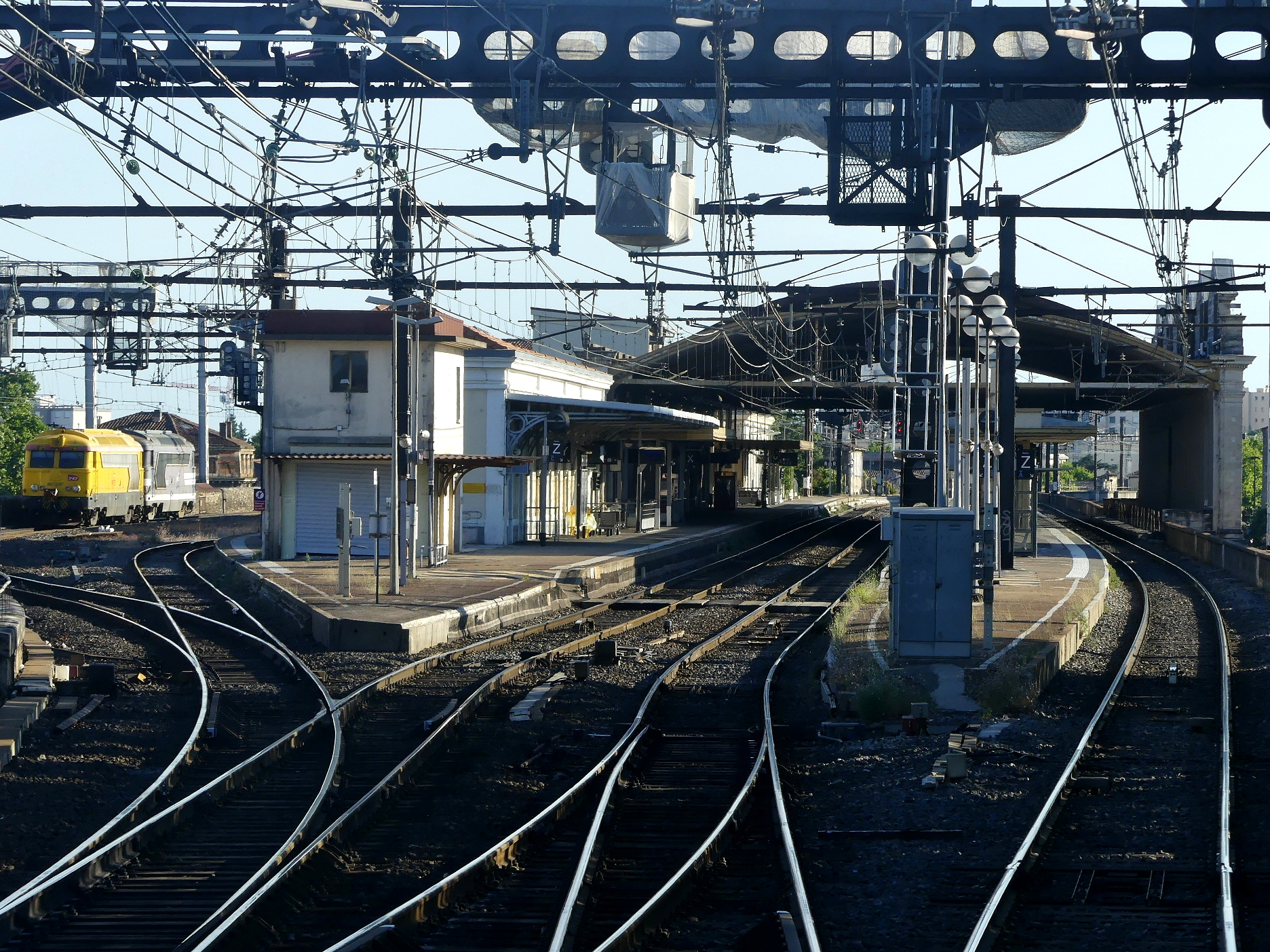
Les voies entrant en gare, avant de poursuivre vers Montpellier.

La gare de Nîmes est située au point kilométrique (PK) 27,150 de la ligne de Tarascon à Sète-Ville, entre les gares ouvertes aux voyageurs de Nîmes-Pont-du-Gard et de Saint-Césaire. Son altitude est de 46 mètres.
Un raccordement direct entre la ligne de Tarascon à Sète et la ligne de Saint-Germain-des-Fossés à Nîmes-Courbessac permet aux trains en provenance de cette dernière ligne d'accéder à la gare en évitant un rebroussement au triage de Nîmes-Courbessac. Établi en viaduc, il a été mis en service en 2013.

## Histoire
La première gare de Nîmes, appelée alors embarcadère, est mise en service par la Compagnie des mines de la Grand'Combe et des chemins de fer du Gard le 15 juillet 1839, lors de la mise en service de la section de Nîmes à Beaucaire. L’embarcadère est construit à l’est de la ville, entre les chemins d'Uzès et d‘Avignon, dans le quartier Richelieu aménagé dans la première moitié du XVIIIe siècle. La ligne d'Alais à Beaucaire est ouverte en totalité le 19 août 1840. De nos jours ne subsiste qu'un des deux pavillons latéraux de cette première gare, aujourd'hui rue Sully.

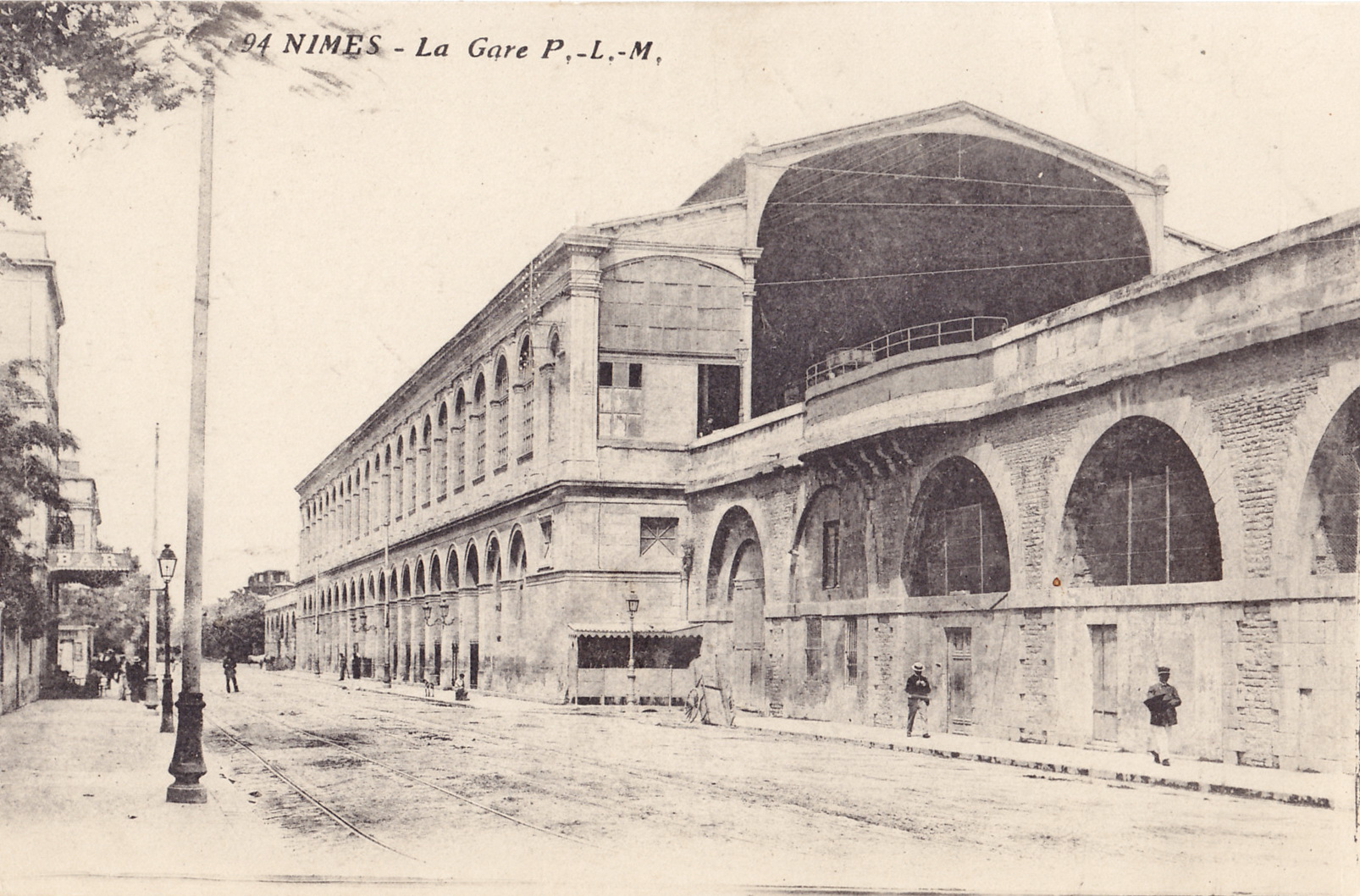
La gare, vers 1916.

La seconde gare de Nîmes, face à l'actuelle avenue Feuchères, est construite au sud de la ville, entre 1840 et 1844, sur le viaduc de la ligne de chemin de fer de Montpellier à Nismes, qui se raccorde au chemin de fer du Gard à l’est. Elle deviendra la gare principale et unique de la ville. Elle possède une façade particulièrement monumentale d'environ 100 mètres de long rythmée par deux niveaux de 19 arcades. Son style est résolument néoclassique, inspiré de manière plus épurée certes des arènes romaines. Les grands frontons qui couronnent la façade sont un ajout très postérieur de 1947, époque à laquelle l'ancienne marquise fut démolie pour permettre l'électrification de la ligne et masquer la nouvelle marquise réalisée en audacieux voiles de béton.
À environ un kilomètre à l'Est se trouvent le dépôt et ce qu'il reste des anciennes rotondes, hébergeant le Musée du Chemin de Fer de l'AAATV SNCF Nîmes, qui y assure la sauvegarde également du matériel (dont les locomotives électriques BB 9411 et CC 6575).
Selon les estimations de la SNCF, la fréquentation annuelle de la gare est de 2 369 197 voyageurs en 2020 contre 3 669 749 voyageurs en 2018, 4 105 151 en 2017, 3 937 669 en 2016 et 3 794 045 en 2015.
La gare de Nîmes devait être rebaptisée « Nîmes-Centre » à la suite de la mise en service de la gare de Nîmes-Pont-du-Gard (réalisée le 15 décembre 2019), mais ce changement de nom n'apparaît que sur certains sites Internet de la SNCF (notamment celui du TER Occitanie).

## Fréquentation
De 2015 à 2023, selon les estimations de la SNCF, la fréquentation annuelle de la gare s'élève aux nombres indiqués dans le tableau ci-dessous :
| Année                      | 2015      | 2016      | 2017      | 2018      | 2019      | 2020      | 2021      | 2022      | 2023      |
| -------------------------- | --------- | --------- | --------- | --------- | --------- | --------- | --------- | --------- | --------- |
| Voyageurs seuls            | 3 794 045 | 3 937 669 | 4 105 151 | 3 669 749 | 3 585 941 | 2 369 197 | 3 376 038 | 4 316 299 | 4 575 772 |
| Voyageurs et non voyageurs | 6 323 409 | 6 562 782 | 6 841 918 | 6 116 249 | 5 976 568 | 3 948 663 | 5 626 731 | 7 193 832 | 7 626 287 |

## Service des voyageurs

### Accueil
Gare de la SNCF, elle dispose d'un bâtiment voyageurs (avec guichet) ouvert tous les jours. Elle est équipée d'automates pour l'achat de titres de transport. C'est une gare « Accès plus », disposant d'aménagements et de services pour les personnes à la mobilité réduite.

### Desserte
La gare est desservie par les trains suivants :
- TGV inOui :
  - Paris-Gare-de-Lyon – Nîmes – Montpellier-Saint-Roch – Perpignan (– Barcelone-Sants)
  - (Bruxelles-Midi –) Lille-Europe – Aéroport Roissy-CDG – Lyon-Part-Dieu – Nîmes – Montpellier-Saint-Roch (– Béziers – Perpignan)
  - Lyon-Part-Dieu – Nîmes – Montpellier-Saint-Roch – Toulouse-Matabiau
  - Rennes – Lyon-Part-Dieu – Nîmes – Montpellier-Saint-Roch
  - (Luxembourg –) Metz-Ville – Strasbourg-Ville – Lyon-Part-Dieu – Nîmes – Montpellier-Saint-Roch

- AVE :
  - Madrid-Atocha – Montpellier-Saint-Roch – Marseille-Saint-Charles (1 aller-retour)
  - Barcelone-Sants – Montpellier-Saint-Roch – Lyon-Part-Dieu (1 aller-retour)

- Intercités de nuit : Paris-Austerlitz – Nîmes – Montpellier-Saint-Roch – Béziers – Perpignan – Cerbère ;

- Intercités : (Bordeaux-Saint-Jean –) Toulouse-Matabiau – Montpellier-Saint-Roch – Nîmes (– Marseille-Saint-Charles)

- TER Occitanie :
  - Marseille-Saint-Charles / Avignon-Centre – Nîmes – Montpellier-Saint-Roch – Sète – Agde – Béziers – Narbonne – Perpignan – Cerbère – Portbou
  - Pont-Saint-Esprit – Bagnols-sur-Cèze – Avignon-Centre – Nîmes
  - (Mende –) Alès – Nîmes (– Narbonne)
  - Clermont-Ferrand – Alès – Nîmes
  - Nîmes – Le Grau-du-Roi

### Intermodalité
Un parc pour les vélos et un parking sont aménagés à ses abords.
La gare est desservie par les lignes T2, T3 et T4 du tram-bus de Nîmes, par les lignes 6, 7, 9, 10, 11, 12, 13, 14, 15, 21, 22, 31, 32, 33 (Express Gares), 51, 52, 61, 76 et 87 du réseau urbain Tango, et par les lignes 112, 114, 121, 125, 130, 132, 133, 134, 135, 136, 140, 141 et 152 du réseau régional liO.

## Galerie de photographies

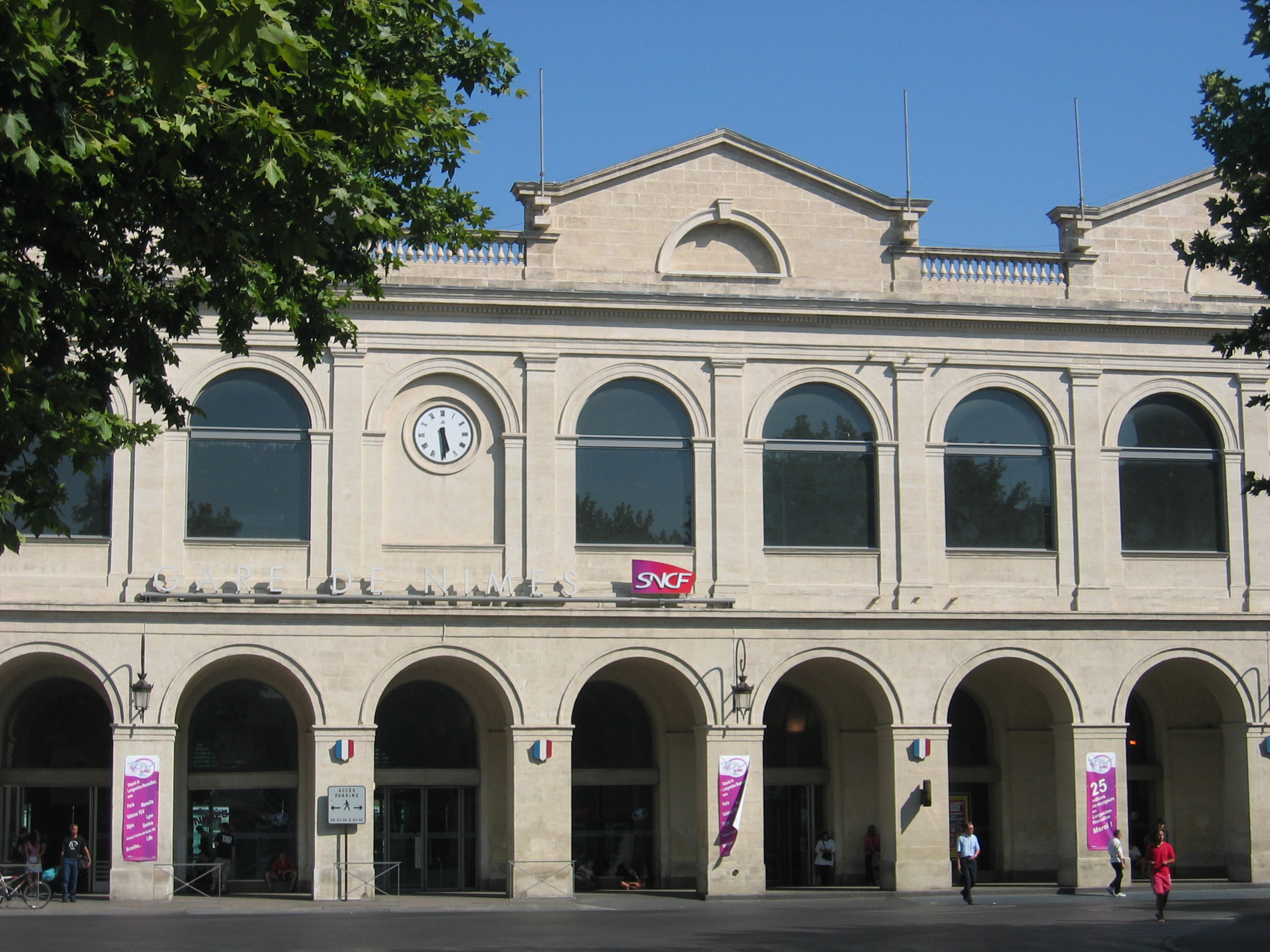
L'entrée de la gare côté centre-ville.
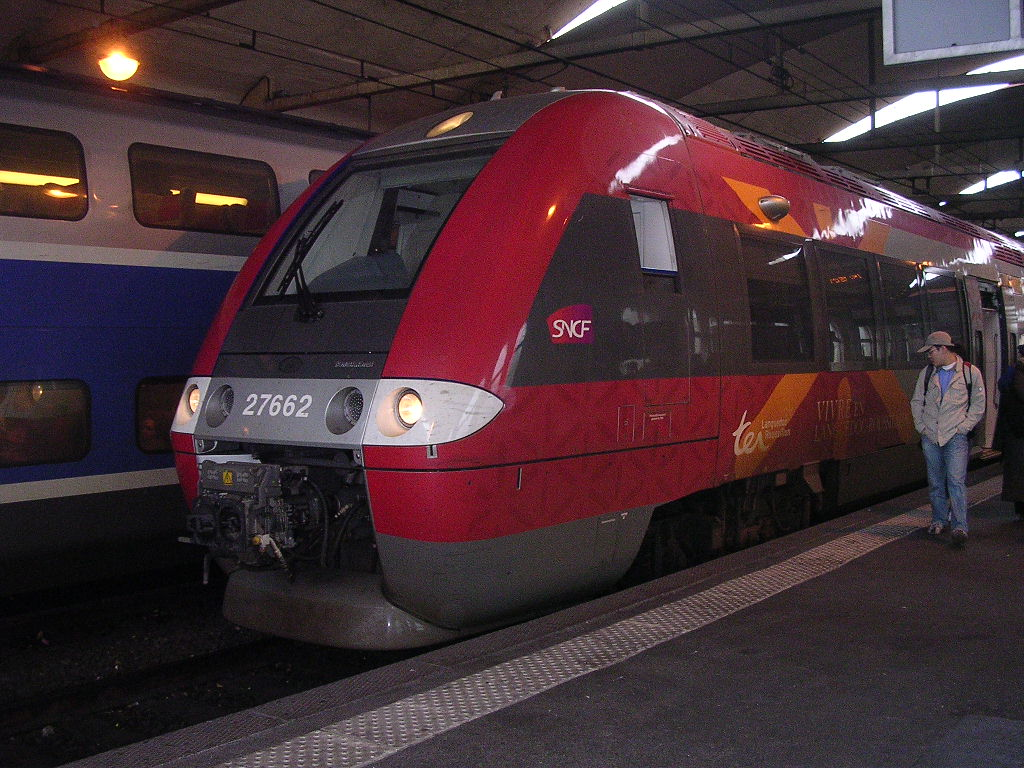
Matériel roulant desservant habituellement la gare : Duplex pour les TGV, AGC pour les TER.
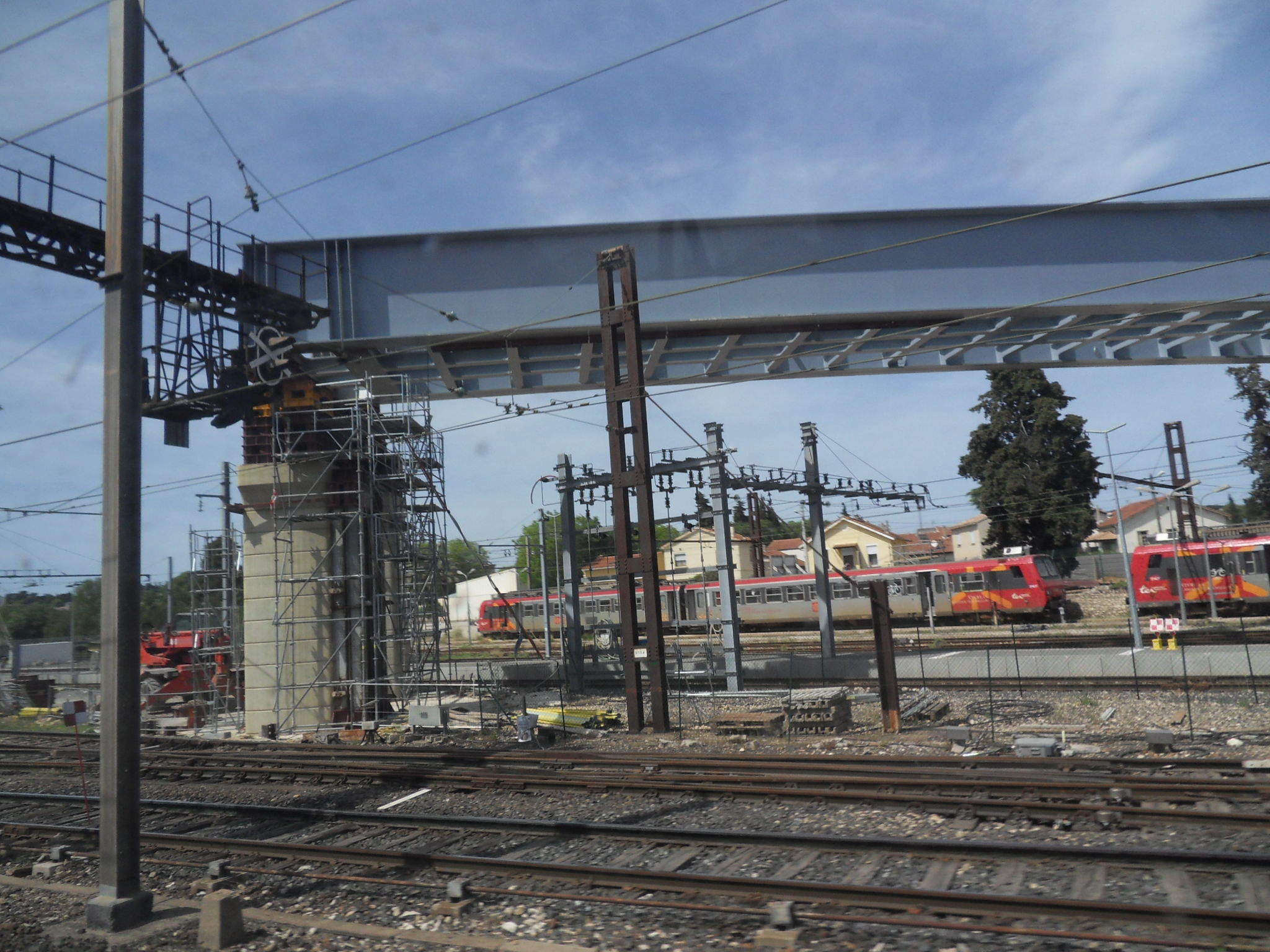
Le viaduc de Courbessac (section de ligne : Nîmes – Alès), alors en construction.